# Djungeluggla
Djungeluggla (Athene blewitti) är en mycket sällsynt indisk fågel i familjen ugglor inom ordningen ugglefåglar. Den återupptäcktes 1998 efter 113 år utan säkra observationer. IUCN anser arten vara starkt utrotningshotad. Från att tidigare ha placerats i det egna släktet Heteroglaux anses den numera vara en del av Athene. 

## Utseende och läten
Djungelugglan är en rätt liten (23 cm) uggla. Den är mörkbrun på hjässa och nacke med svaga vita fläckar. Vingar och stjärt är brett bandade i brunsvart och vitt, med ett brett vitt ändband på stjärten. Bröstet är mörkbrunt med bred och tydlig bandning på flankerna, medan resten av undersidan är vit. Liknande brahminugglan har tydligare fläckning på hjässa och nacke, en tydligt vit halskrage och saknar bandning på stjärten.
Revirlätet beskrivs som ett rätt högljutt men mjukt "uwww" eller "uh-wuwww". Bland övriga läten hörs väsande "shreeee" eller "kheek" och upprepade "kwaak" som stiger och faller i tonhöjd.

## Utbredning och systematik
Fågeln återfinns i centrala Indien, i nordvästra och nordcentrala Maharashtra och södra Madhya Pradesh. 2014 noterades den även i sydöstra Gujarat. Möjligen förekommer den även i östra Madhya Pradesh och västra Odisha, men där har inga fynd gjorts under 1900- och 2000-talet.

### Släktestillhörighet
Djungelugglans släktestillhörighet har varit omdiskuterad, om den står nära släktet Athene eller utgör en egen utvecklingslinje. Genetiska studier från 2018 bekräftar att arten är inbäddad i Athene.

## Status
Djungelugglan befarades vara utdöd, men återupptäcktes sensationellt 1998 efter att inte ha setts på 113 år. Fram till 2017 ansågs fågeln vara akut hotad. Fler och fler upptäckta populationer gör dock att internationella naturvårdsunionen IUCN numera placerar den i lägre hotkategorin starkt hotad. Världspopulationen uppskattas till högst 250 häckande individer.

## Namn
Fågelns vetenskapliga artnamn hedrar britten Francis Robert Blewitt (1815–1881), naturforskare, oolog och samlare av specimen.